# On Tiptoe: Gentle Steps to Freedom
On Tiptoe: Gentle Steps to Freedom (englisch: Auf Zehenspitzen: Sanfte Schritte zur Freiheit; alternativer Titel On Tiptoe: The Music of Ladysmith Black Mambazo) ist ein US-amerikanischer Dokumentar-Kurzfilm von Eric Simonson aus dem Jahr 2000. Der Film erzählt von der südafrikanischen A-cappella-Gruppe Ladysmith Black Mambazo und war 2001 als Bester Dokumentar-Kurzfilm bei den 73. Oscarverleihungen nominiert. Die Premiere erfolgte im Rahmen des Seattle International Film Festivals 2000.

## Inhalt
Im Film begleiten die Musikwissenschaftler Sikhole Shange, Patrick Buthelezi und Angela Impeya die Gruppe Ladysmith Black Mambazo und stellen die Geschichte der Band, wie auch den historischen Kontext, etwa der Apartheid oder der Zulu dar. Gezeigt werden auch Auftritte der Musiker in Johannesburg, London und Los Angeles.

## Auszeichnungen
Gewonnen
- 2001: IDA-Award für „Dokumentar-Kurzfilm“ der International Documentary Association

Nominierungen als
- 2001: „Bester Dokumentar-Kurzfilm“ der 73. Oscarverleihung
- 2002: „Herausragendes kulturelles und künstlerisches Darstellen“ der News & Documentary Emmy Awards